# Лос Наранхос (Сан Мигел Панистлавака)
Лос Наранхос (шп. Los Naranjos) насеље је у Мексику у савезној држави Оахака у општини Сан Мигел Панистлавака. Насеље се налази на надморској висини од 1060 м.

## Становништво
Према подацима из 2005. године у насељу је живело 6 становника.

### Хронологија
| Година       | 2005 |
| ------------ | ---- |
| Становништво | 6    |

### Попис
| # | Индикатор                        | Вредност |
| - | -------------------------------- | -------- |
| 1 | Укупно појединачних домаћинстава | 1        |